# Rogownica jednokwiatowa
Rogownica jednokwiatowa (Cerastium uniflorum Clairv.) – gatunek rośliny należący do rodziny goździkowatych.

## Rozmieszczenie geograficzne
Występuje w niektórych górach Europy – w Alpach, które są głównym centrum jej występowania, w Karpatach i na pojedynczych stanowiskach na Półwyspie Bałkańskim. W Polsce jedynym obszarem jej występowania są Tatry Wysokie i występuje tu na nielicznych stanowiskach. W 2002 r. potwierdzone zostało jej występowanie na następujących stanowiskach: Zawrat, Wołowa Turnia, Wielka Buczynowa Turnia, Rysy, Niżnie Rysy, Mięguszowiecki Szczyt Pośredni, Mięguszowiecki Szczyt, Krzyżne, Kozi Wierch, Zadni Granat.

## Morfologia

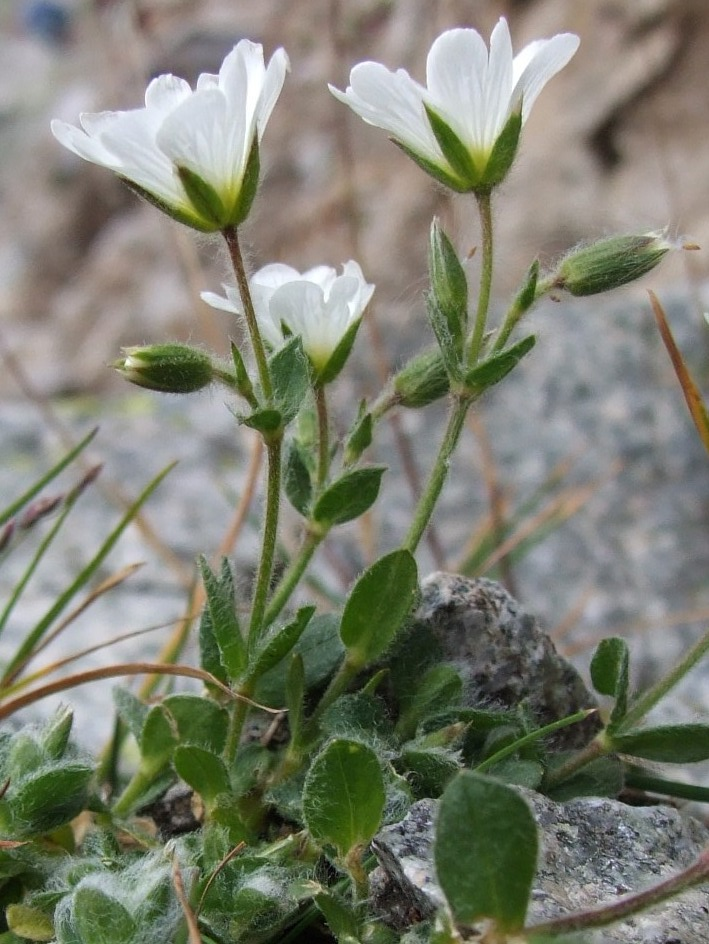
Pokrój

PokrójRoślina darniowa lub kępkowa o wysokości 4–10 cm.
ŁodygaPodnosząca się, gęsto owłosiona. Brak pędów płonnych.
LiścieJajowate lub eliptyczne, o długości 5–15 mm i szerokości 4–6 mm. Pokryte są gęsto dość krótkimi włosami, są miękkie i przeważnie nieogruczolone. Ich długość jest 2-3 razy większa od szerokości. Podsadki mają wąskolancetowaty kształt i nie są obłonione.
KwiatyZazwyczaj występuje pojedynczy, duży kwiat na szczycie łodygi (stąd gatunkowa nazwa rośliny). Czasami zdarzają się 2–3 kwiaty na jednej łodydze. Kwiat 5-krotny o białych, wciętych do 1/3 długości płatkach korony, 10 pręcikach i jednym słupku z 5 szyjkami. Płatki mają długość 8–11 mm, działki kielicha są dwukrotnie mniejsze.
OwocZgięte, 10-ząbkowe torebki zawierające brązowe nasiona o długości 1,5–2 mm.

## Biologia i ekologia
- Bylina, chamefit. Kwitnie od lipca do września[6].
- Oreofit, jedna z najbardziej wysokogórskich roślin. W Tatrach występuje jedynie w najwyższych ich partiach – w piętrze halnym i turniowym, przy czym głównym obszarem jej występowania jest najwyższe piętro turniowe. Rośnie na piargach i skałach, wyłącznie na podłożu granitowym[6].
- W klasyfikacji zbiorowisk roślinnych gatunek charakterystyczny dla Androsacetalia alpinae[8]
- Liczba chromosomów 2n = 36[5].

## Zagrożenia i ochrona
Gatunek umieszczony w Polskiej Czerwonej Księdze Roślin w kategorii VU (narażony). Tę samą kategorię otrzymał na polskiej czerwonej liście.